# Theater de Kampanje
Theater de Kampanje is een theater in de Noord-Hollandse stad Den Helder. 

## Geschiedenis
Tot de Tweede Wereldoorlog heeft Den Helder verschillende schouwburgen gekend. Zo werden er in de 19e eeuw voorstellingen gegeven in lokaal Tivoli aan de Loodsgracht, lokaal Musis Sacrum in de Koningstraat, theater Casino aan de Kanaalweg en de Stads-Schouwburg van de gebroeders A. van Lier aan de Koningstraat. Aan het begin van de 20e eeuw werd Tivoli gesloopt en enkele jaren later kwam er een nieuw Tivoli aan de Molenstraat, dit werd later een bioscoop. Musis Sacrum brandde af in 1901 en in 1923 verscheen er weer een zaal met de naam Musis Sacrum. Omdat het Casino in 1944 moest wijken voor de aanleg van de Atlantikwall verhuisde het naar het gebouw van de Rooms-Katholieke Volksbond aan de Molengracht. Dit was een tijdelijke oplossing tot er een nieuwe schouwburg gebouwd zou worden.
Pas in 1956 ontstonden de eerste plannen voor het bouwen van een schouwburg, al zou het nog tot 6 september 1965 duren voordat de nieuwe schouwburg aan het toenmalige Julianaplein geopend werd. Het stond bekend onder de naam Stadsschouwburg, de naam De Kampanje wordt vanaf 1980 gebruikt. In 1986 werd Stichting Schouwburg De Kampanje opgericht. In 1988 kreeg het gebouw een aanbouw waar Nationaal Reddingmuseum Dorus Rijkers zijn intrek vond. Toen dit museum in 2003 vertrok werd deze ruimte onder de naam Stadshal in gebruik genomen door de schouwburg. In 2007/2008 werd de schouwburg verzelfstandigd.
Per theaterseizoen 2015/2016 verhuisde de schouwburg naar de oude rijkswerf Willemsoord alwaar de officiële opening plaatsvond op 16 oktober 2015. Met deze verhuizing bevindt het theater zich wederom naast het Reddingmuseum. Op deze locatie zijn enkele oude monumentale werkplaatsen van de Koninklijke Marine omgebouwd tot theater naar een ontwerp van architectenbureau Dongen-Koschuch. Hierbij ontstonden een grote zaal, een stadshal, een kleine zaal en vergaderruimten. Ook kwam er een café en een theaterrestaurant. In 2016 ontving het ontwerp de Arie Keppler Prijs. Sinds de verhuizing wordt de naam Theater de Kampanje gebruikt, waar dit voor die tijd Schouwburg De Kampanje was. In de foyer van de grote zaal werden in 2019 zes grote kroonluchters aangebracht om de akoestiek te verbeteren.

## Zalen
Het theater heeft verschillende zalen die vaak een sponsornaam dragen om extra inkomsten te genereren. Hieronder volgt een (incompleet) overzicht van de zalen en de namen door de jaren heen.
| Zaal        | (Sponsor)naam                                                                    | Afmetingen | Zitplaatsen | Opmerking                                                                            |
| ----------- | -------------------------------------------------------------------------------- | ---------- | ----------- | ------------------------------------------------------------------------------------ |
| Grote zaal  | Variopoolzaal (2018-heden) Den Helder Airportzaal (2015-2018)                    |            | 748         | Inclusief balkons                                                                    |
| Kleine zaal | Rabo Zaal (2025-heden) Kleine zaal (2021-2025) KeyKegzaal (2015-2021)            | 120 m²     | 123         | Tribune is inschuifbaar                                                              |
| Stadshal    | Koninklijke Marine Stadshal (2019-heden) Port of Den Helder Stadshal (2015-2018) | 1800 m²    |             | In de Stadshal kan een theaterzaal opgebouwd worden met 270 zitplaatsen (Middenzaal) |

| Zaal           | (Sponsor)naam                               | Afmetingen | Zitplaatsen | Opmerking         |
| -------------- | ------------------------------------------- | ---------- | ----------- | ----------------- |
| Grote zaal     | Den Helder Airportzaal (?-2015)             |            | 700         | Inclusief balkons |
| Kleine zaal    | ABN Amro-zaal (?-2015) Fortiszaal (<2004-?) |            | 250         | Inclusief balkon  |
| Vestzaktheater |                                             |            | 70          |                   |
| Stadshal       |                                             |            |             |                   |

## Evenementen
De Stadshal wordt naast voorstellingen en concerten ook gebruikt voor evenementen zoals het jaarlijkse bierfestival, de Traditionele Schepen Beurs en de Halve van Den Helder.

## Kaart
Na aanklikken wordt de kaart beeldvullend en zijn de prikkers klikbaar, wat eventueel extra informatie geeft.